# Дронго сірий
Дронго сірий (Dicrurus leucophaeus) — вид горобцеподібних птахів родини дронгових (Dicruridae).

## Поширення
Сірий дронго займає великий ареал, який охоплює більшу частину Південної Азії та Південно-Східної Азії, простягаючись від Гуджарату та південно-східних схилів Афганського Паміру до Малайського півострова та на північ до Маньчжурії через південні схили Гімалаїв , Індійський субконтинент, центральний та східний Китай та Індокитай. Вид також присутній у центрально-західному та північному Борнео, на заході Філіппін (Палаван), на Суматрі, Яві, Балі та Ломбоку.
Мешкає у різноманітних лісистих середовищах — у тропічних та субтропічних вологих лісах, сухих лісах, помірних листяних та змішаних лісах, бамбукових лісах, на плантаціях тощо.

## Опис
Птах завдовжки 23-30 см, вагою 32-55 г. Це птах з міцною і стрункою зовнішністю, великою округлою головою, конусоподібним і міцним дзьобом, короткими ногами, довгими крилами і довгим хвостом з роздвоєним кінцем, кінчики якого розходяться, вигинаючись назовні в дистальній половині.
Оперення дуже мінливе в залежності від підвиду: популяції Індії дуже темні і схожі на чорного дронго (від якого вони відрізняються стрункішою статурою, відсутністю білої зони з боків дзьоба, оперенням менше блискуча і з черевною ділянкою, що має тенденцію до сірого кольору, а хвіст пропорційно довший до загального розміру тварини, а також менш роздвоєний), тоді як у східних підвидів є біляста маска навколо очей. Загалом, забарвлення більш-менш темно-сіре (характеристика, якій вид зобов'язаний як загальною, так і науковою назвою), з тенденцією до подальшого потемніння на голові, шиї та хвості, тоді як горло, грудна та черевна ділянки можуть приймати відтінки корично-фіолетового кольору, а спина та крила синюватого кольору.
Очі малиново-червоні, дзьоб — чорнуватий, а ноги чорно-сірі.

## Спосіб життя
Трапляється парами або наодинці. Полює на комах та інших безхребетних. Іноді поїдає дрібних ящірок та жаб, ягоди та плоди. Моногамний птах. Сезон розмноження триває з січня по серпень, дещо змінюючись залежно від ареалу: наприклад, популяції північної частини ареалу розмножуються з кінця квітня по червень, тоді як південно-східна частина починає розмножуватися в березні і продовжується до травня. Невелике чашоподібне гніздо серед гілок дерев будують обидва партнери. У кладці 2-4 біло-рожевих яйця. Насиджують також обидва батьки по черзі. Інкубація триває три тижні. Пташенята залишають гніздо приблизно через 20 днів після народження, але самостійними стають через півтори місяця.

## Підвиди
Включає 15 підвидів:
- Dicrurus leucophaeus leucogenis (Walden, 1870) — поширений від Ляоніна і Ганьсу на південь до Гуандуна і Сичуаня, зимуює в Індокитаї;
- Dicrurus leucophaeus salangensis Reichenow, 1890 — поширений південніше річки Янцзи до Тонкіна, зимує в Хайнані та на узбережжі Сіамської затоки;
- Dicrurus leucophaeus longicaudatus Jerdon, 1862 — поширений у північно-західній частині ареалу від східних районів Афганістану до Мадх'я-Прадеш, зимує на Індостані та Шрі-Ланці;
- Dicrurus leucophaeus hopwoodi Baker, 1918 — від Бутану до Гуандуна через північ Бірми та В'єтнаму та південний схід Тибету, зимує у Бенгалії, північно-східній Індії, Хайнані, центральній Бірмі та центрально-південному Таїланді;
- Dicrurus leucophaeus innexus (Swinhoe, 1870) — ендемік острова Хайнань;
- Dicrurus leucophaeus mouhoti (Walden, 1870) — широко поширений на Індокитайському півострові;
- Dicrurus leucophaeus bondi Meyer de Schauensee, 1937 — поширений у центральному Таїланді, Камбоджі та на півдні В'єтнаму та Лаосу;
- Dicrurus leucophaeus nigrescens Oates, 1889 — поширений у Тенасерімі та на Малайському півострові;
- Dicrurus leucophaeus batakensis (Robinson & Kloss, 1919) — ендемік Північної Суматри;
- Dicrurus leucophaeus phaedrus (Reichenow, 1904) — ендемік центральної та південної частини Суматри;
- Dicrurus leucophaeus periophtalmicus (Salvadori 1894) — ендемік південних Ментавайських островів;
- Dicrurus leucophaeus celaenus Oberholser 1912 — ендемік острова Сімелуе;
- Dicrurus leucophaeus siberu Chasen & Kloss, 1926 — ендемік острова Сіберут;
- Dicrurus leucophaeus stigmatops (Sharpe 1879) — ендемік північного Борнео;
- Dicrurus leucophaeus leucophaeus Vieillot, 1817 — номінальний підвид, поширений на Яві, Балі, Ломбоці, Палавані та Каламіані.